# 三木市立三木東中学校
三木市立三木東中学校（みきしりつみきひがしちゅうがっこう）は、兵庫県三木市にある公立中学校。市内で一番新しい中学校である。
通称「東中」（ひがしちゅう）。

## 沿革
- 1988年（昭和63年）4月16日-起工式。
- 1989年（平成元年）4月1日-三木市立三木中学校から分離し、開校。
- 1998年（平成10年）4月14日-朝の読書開始。

## 校区
- 三木市立三木小学校の校区の一部。
- 三木市立広野小学校

## 部活動

### 運動部
- 野球部
- サッカー部
- 男子バスケットボール部
- ソフトテニス部
- 女子バレーボール部
- 陸上競技部
- ソフトボール部

### 文化部
- 吹奏楽部
- 美術部

## 交通アクセス
- 神戸電鉄粟生線恵比須駅から徒歩15分。

## 周辺の施設
- 三木山総合公園
- 兵庫県立三木山森林公園
- 三木山
- 三木市消防本部
- さつき台
- 三木市文化会館

## 周辺の道路
- 兵庫県道20号加古川三田線
- 兵庫県道38号三木三田線
- 志染バイパス
- 三木市道恵比寿上の丸線

## 通学区域が隣接している学校
- 三木市立別所中学校
- 三木市立三木中学校
- 三木市立自由が丘中学校
- 三木市立緑が丘中学校
- 神戸市立押部谷中学校
- 神戸市立神出中学校